# Babenhausen (Bawaria)
Babenhausen – gmina targowa w Niemczech, w kraju związkowym Bawaria, w rejencji Szwabia, w regionie Donau-Iller, w powiecie Unterallgäu, siedziba wspólnoty administracyjnej Babenhausen. Leży w Szwabii, około 20 km na północny zachód od Mindelheimu, nad rzeką Günz, przy drodze B300.
Na przełomie XIV/XV wieku Babenhausen było miastem.

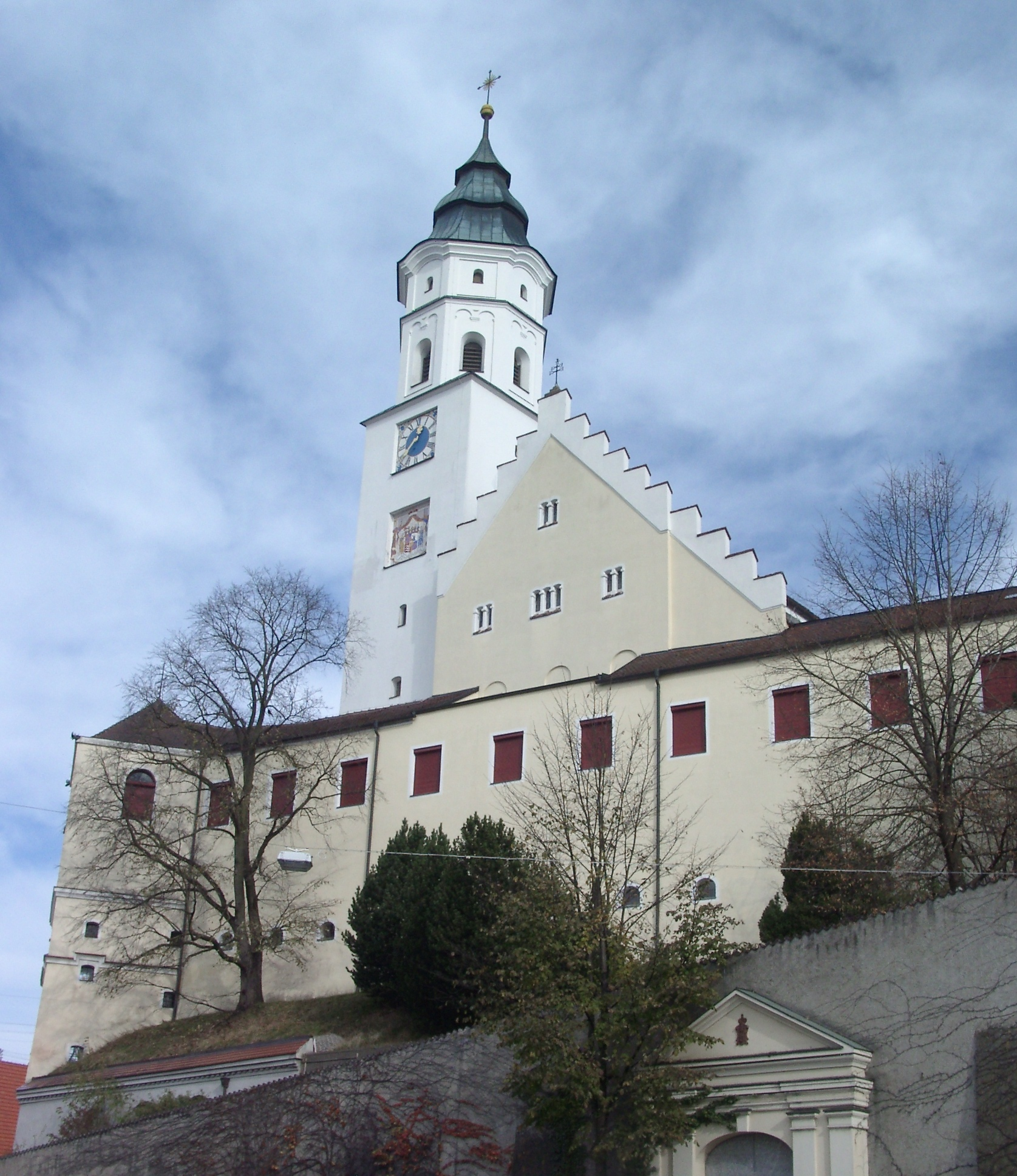
Kościół pw. św. Andrzeja (St. Andreas)

## Demografia
| Rok  | Liczba mieszk. |
| ---- | -------------- |
| 1970 | 4631           |
| 1987 | 4630           |
| 2000 | 5315           |
| 2005 | 5614           |

## Polityka
Wójtem gminy jest Otto Göppel junior z CSU, rada gminy składa się z 20 osób.
|      | CSU | SPD | FW | JWU | LEB | FWV | Razem |
| 2008 | 8   | 3   | –  | 2   | –   | 7   | 20    |
| 2002 | 9   | 3   | 5  | 1   | 2   | –   | 20    |